# 디즈니역 (상하이시)
디즈니역(중국어: 迪士尼站)은 중화인민공화국 상하이시 푸둥 신구에 위치한 상하이 지하철 11호선의 역이다. 상하이 디즈니 리조트에 인접해 있다.